# Coryanthes leucocorys
Coryanthes leucocorys es una orquídea de hábito epífita originaria de Sudamérica.

## Descripción
Es una orquídea de tamaño mediano, que prefiere el clima cálido creciendo como epifita con pseudobulbos acanalados con forma cónica a oblongo-ovoides,  que llevan dos hojas apicales, estrechamente elípticas  con un claro peciolo canalizado. Florece a finales del verano en una inflorescencia basal, colgante, de 30 cm de largo, racemosa con una o dos flores, derivada de un seudobulbo maduro. Las flores son tubulares de 11,25 cm, de cera, de corta duración, fragante con un fuerte olor a menta.

## Distribución
Se encuentra en Colombia, el sureste de Ecuador y el noreste de Perú en los bosques montanos bajos y en las elevaciones desde el nivel del mar hasta alrededor de los 1600 m s. n. m.

## Taxonomía
Coryanthes leucocorys fue descrita por Robert Allen Rolfe y publicado por primera vez en Lindenia 7: 13, t. 293. 1891.
Etimología
Coryanthes: (abreviado Crths.) nombre genérico que procede del griego "korys" = "casco" y de "anthos" = "flor" en alusión al epiquilo del labelo parecido a un casco.

leucocorys: epíteto otorgado en honor de Hunter.